# Lista statków typu Liberty według numeru kadłuba (1801–1950)
Ta strona przedstawia listę statków typu Liberty posortowaną według numeru kadłuba nadanego przez Komisję Morską (ang. Maritime Commission).
| Numer MC | Nazwa jednostki                                                   | Patron                                       | Typ jednostki | Położenie stępki     | Wodowanie            | Los |
| -------- | ----------------------------------------------------------------- | -------------------------------------------- | ------------- | -------------------- | -------------------- | --- |
| 1801     | Oryginalna: SS "Edward Cook" Lend-Lease: SS "Samwis"              | Edward Cook                                  | standardowy   | 15 września 1943     | 8 października 1943  | sprzedany w prywatne ręce w 1947, złomowany w 1968 |
| 1802     | Oryginalna: SS "Simon B. Elliott" Lend-Lease: SS "Samnesse"       | Simon B. Elliott                             | standardowy   | 16 września 1943     | 9 października 1943  | sprzedany w prywatne ręce w 1947, rozbity i zatopiony w 1966 |
| 1803     | SS "George M. Shriver"                                            | George M. Shriver                            | standardowy   | 18 września 1943     | 11 października 1943 | sprzedany w prywatne ręce w 1947, rozbity i opuszczony w 1963 |
| 1804     | SS "Stage Door Canteen"                                           | Stage Door Canteen                           | standardowy   | 19 września 1943     | 12 października 1943 | sprzedany w prywatne ręce w 1947, złomowany w 1961 |
| 1805     | SS "Francis P. Duffey"                                            | Francis P. Duffey                            | standardowy   | 21 września 1943     | 18 października 1943 | przekazany USN jako "Cebu" (ARG 6), złomowany w 1973 |
| 1806     | SS "Lewis Emery Jr."                                              | Lewis Emery, Jr.                             | standardowy   | 22 września 1943     | 15 października 1943 | sprzedany w prywatne ręce w 1947, złomowany w 1968 |
| 1807     | SS "Harold L. Winslow"                                            | Harold L. Winslow                            | standardowy   | 23 września 1943     | 16 października 1943 | sprzedany w prywatne ręce w 1964, przerobiony na pływający magazyn w Nikishka AK                                                                                                  |
| 1808     | Oryginalna: SS "J. Whitridge Williams" Lend-Lease: SS "Samsylvan" | J. Whitridge Williams                        | standardowy   | 25 września 1943     | 17 października 1943 | sprzedany w prywatne ręce w 1947, rozbity i złomowany w 1960 |
| 1809     | Oryginalna: SS "Edith Wharton" Lend-Lease: SS "Samvern"           | Edith Wharton                                | standardowy   | 26 września 1943     | 17 października 1943 | wszedł na minę i zatonął w estuarium Skaldy w 1945 |
| 1810     | Oryginalna: SS "W. Walter Husband" Lend-Lease: SS "Samyork"       | W. Walter Husband                            | standardowy   | 27 września 1943     | 19 października 1943 | sprzedany w prywatne ręce w 1947, zatonął w 1965 |
| 1811     | SS "U.S.O."                                                       | U.S.O.                                       | standardowy   | 29 września 1943     | 21 października 1943 | sprzedany w prywatne ręce w 1947, rozbity i złomowany w 1967 |
| 1812     | Oryginalna: SS "Jose Artigas" Lend-Lease: SS "Samokla"            | José Artigas                                 | standardowy   | 1 października 1943  | 23 października 1943 | złomowany w 1962 |
| 1813     | Oryginalna: SS "Priscilla Alden" Lend-Lease: SS "Samlouis"        | Priscilla Alden                              | standardowy   | 3 października 1943  | 25 października 1943 | sprzedany w prywatne ręce w 1947, złomowany w 1968 |
| 1814     | Oryginalna: SS "Theodore Roosevelt" Lend-Lease: SS "Samois"       | Theodore Roosevelt                           | standardowy   | 4 października 1943  | 29 października 1943 | przekazany USN jako "Indus" (AKN 1), złomowany w 1967 |
| 1815     | SS "Samuel M. Ralston"                                            | Samuel M. Ralston                            | standardowy   | 6 października 1943  | 31 października 1943 | sprzedany w prywatne ręce w 1947, złomowany w 1967 |
| 1816     | Oryginalna: SS "Edwin A. Robinson" Lend-Lease: SS "Samsip"        | Edwin A. Robinson                            | standardowy   | 8 października 1943  | 1 listopada 1943     | wszedł na minę i zatonął na Skaldzie w 1944 |
| 1817     | Oryginalna: SS "Augustine Herman" Lend-Lease: SS "Samsette"       | Augustine Herman                             | standardowy   | 9 października 1943  | 5 listopada 1943     | sprzedany w prywatne ręce w 1947, złomowany w 1968 |
| 1818     | SS "Charles Scribner"                                             | Charles Scribner                             | standardowy   | 10 października 1943 | 6 listopada 1943     | sprzedany w prywatne ręce w 1947, złomowany w 1973 |
| 1819     | Oryginalna: SS "Edward Bruce" Lend-Lease: SS "Samoine"            | Edward Bruce                                 | standardowy   | 11 października 1943 | 8 listopada 1943     | sprzedany w prywatne ręce w 1947, złomowany w 1971 |
| 1820     | Oryginalna: SS "Israel J. Merritt" Lend-Lease: SS "Samflora"      | Israel J. Merritt                            | standardowy   | 12 października 1943 | 9 listopada 1943     | sprzedany w prywatne ręce w 1947, złomowany w 1968 |
| 1821     | Oryginalna: SS "Frank A. Vanderlip" Lend-Lease: SS "Sambuff"      | Frank A. Vanderlip                           | standardowy   | 15 października 1943 | 13 listopada 1943    | sprzedany w prywatne ręce w 1947, złomowany w 1967 |
| 1822     | SS "John LaFarge"                                                 | John LaFarge                                 | standardowy   | 16 października 1943 | 12 listopada 1943    | sprzedany w prywatne ręce w 1947, złomowany w 1968 |
| 1823     | Oryginalna: SS "Jacob H. Schiff" Lend-Lease: SS "Samburgh"        | Jacob H. Schiff                              | standardowy   | 17 października 1943 | 14 listopada 1943    | sprzedany w prywatne ręce w 1947, złomowany w 1969 |
| 1824     | Oryginalna: SS "John T. Clark" Lend-Lease: SS "Samcleve"          | John T. Clark                                | standardowy   | 17 października 1943 | 15 listopada 1943    | sprzedany w prywatne ręce w 1947, złomowany w 1975 |
| 1825     | SS "Francis C. Harrington"                                        | Francis C. Harrington                        | standardowy   | 18 października 1943 | 18 listopada 1943    | wszedł na minę w pobliżu Normandii w 1944, naprawiony, złomowany w 1962 |
| 1826     | Oryginalna: SS "James Carroll" Lend-Lease: SS "Samgara"           | James Carroll                                | standardowy   | 19 października 1943 | 16 listopada 1943    | sprzedany w prywatne ręce w 1947, złomowany w 1969 |
| 1827     | SS "Barbara Frietchie"                                            | Barbara Frietchie                            | standardowy   | 21 października 1943 | 19 listopada 1943    | sprzedany w prywatne ręce w 1947, złomowany w 1964 |
| 1828     | Oryginalna: SS "Daniel Appleton" Lend-Lease: SS "Samfield"        | Daniel Appleton                              | standardowy   | 23 października 1943 | 20 listopada 1943    | sprzedany w prywatne ręce w 1947, rozbity i złomowany w 1961 |
| 1829     | SS "Leo J. Duster"                                                | Leo J. Duster                                | standardowy   | 25 października 1943 | 21 listopada 1943    | sprzedany w prywatne ręce w 1947, złomowany w 1969 |
| 1830     | SS "John F. Goucher"                                              | John F. Goucher                              | standardowy   | 29 października 1943 | 23 listopada 1943    | przekazany USN jako "Culebra Island" (ARG 7), złomowany w 1974 |
| 1831     | Oryginalna: SS "James C. Cameron" Lend-Lease: SS "Samboston"      | James C. Cameron                             | standardowy   | 31 października 1943 | 25 listopada 1943    | złomowany w 1961 |
| 1832     | SS "Willis J. Abbott"                                             | Willis J. Abbot                              | standardowy   | 1 listopada 1943     | 24 listopada 1943    | sprzedany w prywatne ręce w 1947, złomowany w 1968 |
| 1833     | SS "Hugh M. Smith"                                                | Hugh M. Smith                                | standardowy   | 5 listopada 1943     | 26 listopada 1943    | złomowany w 1969 |
| 1834     | Oryginalna: SS "Ross G. Marvin" Lend-Lease: SS "Samtroy"          | Ross G. Marvin                               | standardowy   | 6 listopada 1943     | 29 listopada 1943    | sprzedany w prywatne ręce w 1947, złomowany |
| 1835     | SS "J. Fred Essary"                                               | J. Fred Essary                               | standardowy   | 8 listopada 1943     | 30 listopada 1943    | przekazany USN jako "Sagittarius" (AKN 2), złomowany w 1972 |
| 1836     | SS "A. J. Cermak"                                                 | A. J. Cermak                                 | standardowy   | 9 listopada 1943     | 30 listopada 1943    | złomowany w 1964 |
| 1837     | Oryginalna: SS "Ammla" Lend-Lease: SS "Samvard"                   | American Merchant Marine Library Association | standardowy   | 12 listopada 1943    | 3 grudnia 1943       | sprzedany w prywatne ręce w 1947, zatonął w 1968 |
| 1838     | SS "Louis Kossuth"                                                | Louis Kossuth                                | standardowy   | 13 listopada 1943    | 4 grudnia 1943       | złomowany w 1959 |
| 1839     | Oryginalna: SS "Israel Wheelen" Lend-Lease: SS "Samport"          | Israel Wheelen                               | standardowy   | 14 listopada 1943    | 6 grudnia 1943       | sprzedany w prywatne ręce w 1947, złomowany w 1962 |
| 1840     | Oryginalna: SS "Hugh L. Kerwin" Lend-Lease: SS "Samyale"          | Hugh L. Kerwin                               | standardowy   | 15 listopada 1943    | 7 grudnia 1943       | sprzedany w prywatne ręce w 1947, uszkodzony w kolizji i złomowany w 1967 |
| 1841     | SS "Joshua B. Lippincott"                                         | Joshua B. Lippincott                         | standardowy   | 16 listopada 1943    | 5 grudnia 1943       | złomowany w 1971 |
| 1842     | Oryginalna: SS "Robert Wickliffe" Lend-Lease: SS "Sambalt"        | Robert Wickliffe                             | standardowy   | 18 listopada 1943    | 9 grudnia 1943       | sprzedany w prywatne ręce w 1947, złomowany w 1969 |
| 1843     | SS "Frank R. Stockton"                                            | Frank R. Stockton                            | standardowy   | 19 listopada 1943    | 12 grudnia 1943      | sprzedany w prywatne ręce w 1947, złomowany w 1968 |
| 1844     | SS "Ben H. Miller"                                                | Ben H. Miller                                | standardowy   | 20 listopada 1943    | 10 grudnia 1943      | sprzedany w prywatne ręce w 1947, złomowany w 1969 |
| 1845     | Oryginalna: SS "Martha C. Thomas" Lend-Lease: SS "Samharle"       | Martha C. Thomas                             | standardowy   | 21 listopada 1943    | 14 grudnia 1943      | sprzedany w prywatne ręce w 1947, złomowany w 1963 |
| 1846     | SS "Louis C. Tiffany"                                             | Louis C. Tiffany                             | standardowy   | 23 listopada 1943    |                      | spłonął na pochylni i został złomowany w 1943 |
| 1847     | Oryginalna: SS "Carl Thusgaard" Lend-Lease: SS "Samkey"           | Carl Thusgaard                               | standardowy   | 24 listopada 1943    | 17 grudnia 1943      | rozpadł się w 1943 |
| 1848     | SS "Byron Darnton"                                                | Byron Darnton                                | standardowy   | 25 listopada 1943    | 16 grudnia 1943      | rozbity w 1946 i złomowany in situ w 1953 |
| 1849     | Oryginalna: SS "Melvil Dewey" Lend-Lease: SS "Samsacola"          | Melvil Dewey                                 | standardowy   | 26 listopada 1943    | 18 grudnia 1943      | sprzedany w prywatne ręce w 1947, spłonął i został złomowany w 1967 |
| 1850     | SS "Frederick Banting"                                            | Frederick Banting                            | standardowy   | 29 listopada 1943    | 20 grudnia 1943      | sprzedany w prywatne ręce w 1947, złomowany w 1969 |
| 1851     | Oryginalna: SS "Martin Van Buren" Lend-Lease: SS "Samtweed"       | Martin Van Buren                             | standardowy   | 30 listopada 1943    | 21 grudnia 1943      | storpedowany i zatopiony w pobliżu Halifaksu 1944 |
| 1852     | Oryginalna: SS "William R. Cox" Lend-Lease: SS "Samforth"         | William R. Cox                               | standardowy   | 30 listopada 1943    | 21 grudnia 1943      | sprzedany w prywatne ręce w 1947, złomowany w 1967 |
| 1854     | SS "Howard T. Ricketts"                                           | Howard T. Ricketts                           | standardowy   | 21 czerwca 1943      | 17 lipca 1943        | sprzedany w prywatne ręce w 1947, złomowany w 1968 |
| 1855     | SS "Robert G. Ingersoll"                                          | Robert G. Ingersoll                          | standardowy   | 24 czerwca 1943      | 18 lipca 1943        | złomowany w 1961 |
| 1856     | SS "Ina Coolbrith"                                                | Ina Coolbrith                                | standardowy   | 25 czerwca 1943      | 19 lipca 1943        | złomowany w 1971 |
| 1857     | Oryginalna: SS "Cornelius Cole" Lend-Lease: SS "Samsurf"          | Cornelius Cole                               | standardowy   | 28 czerwca 1943      | 22 lipca 1943        | sprzedany w prywatne ręce w 1947, złomowany w 1961 |
| 1858     | SS "Arthur P. Davis"                                              | Arthur P. Davis                              | standardowy   | 29 czerwca 1943      | 23 lipca 1943        | sprzedany w prywatne ręce w 1947, złomowany w 1968 |
| 1859     | Oryginalna: SS "Augustus H. Garland" Lend-Lease: SS "Samblade"    | Augustus H. Garland                          | standardowy   | 30 czerwca 1943      | 24 lipca 1943        | sprzedany w prywatne ręce w 1947, złomowany w 1959 |
| 1860     | SS "Wyatt Earp"                                                   | Wyatt Earp                                   | standardowy   | 30 czerwca 1943      | 25 lipca 1943        | przekazany USN jako "Caelum" (AK 106), złomowany w 1961 |
| 1861     | Oryginalna: SS "Edwin Joseph O'Hara" Lend-Lease: SS "Sambo"       | Edwin Joseph O'Hara                          | standardowy   | 8 lipca 1943         | 29 lipca 1943        | storpedowany i zatopiony w Zatoce Adeńskiej w 1943 |
| 1862     | Oryginalna: SS "James H. Robinson" Lend-Lease: SS "Samsteel"      | James H. Robinson                            | standardowy   | 11 lipca 1943        | 31 lipca 1943        | sprzedany w prywatne ręce w 1947, złomowany w 1961 |
| 1863     | Oryginalna: SS "William I. Kip" Lend-Lease: SS "Sampan"           | William I. Kip                               | standardowy   | 12 lipca 1943        | 4 sierpnia 1943      | sprzedany w prywatne ręce w 1947, złomowany w 1962 |
| 1864     | SS "Edwin Abbey"                                                  | Edwin Abbey                                  | standardowy   | 13 lipca 1943        | 5 sierpnia 1943      | sprzedany w prywatne ręce w 1947, złomowany w 1967 |
| 1865     | Oryginalna: SS "Henry M. Robinson" Lend-Lease: SS "Samarovsk"     | Henry M. Robinson                            | standardowy   | 15 lipca 1943        | 8 sierpnia 1943      | sprzedany w prywatne ręce w 1947, złomowany w 1960 |
| 1866     | SS "George Kenny"                                                 | George Kenny                                 | standardowy   | 18 lipca 1943        | 9 sierpnia 1943      | złomowany w 1960 |
| 1867     | SS "David R. Francis"                                             | David R. Francis                             | standardowy   | 19 lipca 1943        | 11 sierpnia 1943     | złomowany w 1960 |
| 1868     | SS "Thomas G. Masaryk"                                            | Thomas G. Masaryk                            | standardowy   | 19 lipca 1943        | 12 sierpnia 1943     | storpedowany z powietrza w pobliżu Libii w 1944, podniesiony i naprawiony, złomowany w 1951                                                                                       |
| 1869     | SS "Gutzon Borglum"                                               | Gutzon Borglum                               | standardowy   | 22 lipca 1943        | 14 sierpnia 1943     | uszkodzony przez tajfun w 1945, rozebrany w 1959 |
| 1870     | Oryginalna: SS "Joseph Reynolds" Lend-Lease: SS "Sampep"          | Joseph Reynolds                              | standardowy   | 23 lipca 1943        | 16 sierpnia 1943     | złomowany w 1959 |
| 1871     | SS "Victor F. Lawson"                                             | Victor F. Lawson                             | standardowy   | 24 lipca 1943        | 17 sierpnia 1943     | złomowany w 1969 |
| 1872     | SS "William Kelly"                                                | William Kelly                                | standardowy   | 25 lipca 1943        | 18 sierpnia 1943     | przekazany USN jako "Rotanin" (AK 108), złomowany w 1966 |
| 1873     | SS "Frank Wiggins"                                                | Frank Wiggins                                | standardowy   | 29 lipca 1943        | 21 sierpnia 1943     | sprzedany w prywatne ręce w 1947, złomowany w 1967 |
| 1874     | SS "Don Marquis"                                                  | Don Marquis                                  | standardowy   | 31 lipca 1943        | 23 sierpnia 1943     | płonął po kolizji w 1944, przekazany USN jako "Don Marquis" (IX-215), złomowany w 1949                                                                                            |
| 1875     | SS "Joseph Francis"                                               | Joseph Francis                               | standardowy   | 4 sierpnia 1943      | 27 sierpnia 1943     | złomowany w 1960 |
| 1876     | Oryginalna: SS "Dwight B. Heard" Lend-Lease: SS "Sambur"          | Dwight B. Heard                              | standardowy   | 5 sierpnia 1943      | 28 sierpnia 1943     | sprzedany w prywatne ręce w 1947, złomowany w 1960 |
| 1877     | SS "Albert P. Ryder"                                              | Albert P. Ryder                              | standardowy   | 8 sierpnia 1943      | 30 sierpnia 1943     | sprzedany w prywatne ręce w 1947, złomowany w 1966 |
| 1878     | Oryginalna: SS "Samson Occum" Lend-Lease: SS "Samarinda"          | Samson Occum                                 | standardowy   | 9 sierpnia 1943      | 31 sierpnia 1943     | sprzedany w prywatne ręce w 1947, złomowany w 1967 |
| 1879     | SS "Albino Perez"                                                 | Albino Pérez                                 | standardowy   | 12 sierpnia 1943     | 4 września 1943      | złomowany w 1961 |
| 1880     | SS "John Goode"                                                   | John Goode                                   | tankowiec     | 4 lipca 1943         | 10 sierpnia 1943     | sprzedany w prywatne ręce w 1947, złomowany w 1967 |
| 1881     | SS "Henry C. Wallace"                                             | Henry C. Wallace                             | tankowiec     | 10 lipca 1943        | 15 sierpnia 1943     | sprzedany w prywatne ręce w 1947, eksplodował i został porzucony w 1967 |
| 1882     | SS "Albert J. Berres"                                             | Albert J. Berres                             | tankowiec     | 10 sierpnia 1943     | 13 września 1943     | sprzedany w prywatne ręce w 1947, złomowany w 1968 |
| 1883     | SS "Richard J. Cleveland"                                         | Richard J. Cleveland                         | tankowiec     | 11 sierpnia 1943     | 15 września 1943     | sprzedany w prywatne ręce w 1947, złomowany w 1968 |
| 1884     | SS "Josiah G. Holland"                                            | Josiah G. Holland                            | tankowiec     | 14 sierpnia 1943     | 17 września 1943     | sprzedany w prywatne ręce w 1947, zatonął w 1965 |
| 1885     | SS "Oscar F. Barrett"                                             | Oscar F. Barrett                             | tankowiec     | 16 sierpnia 1943     | 18 września 1943     | sprzedany w prywatne ręce w 1947, złomowany w 1971 |
| 1886     | SS "James Cook"                                                   | James Cook                                   | tankowiec     | 18 sierpnia 1943     | 21 września 1943     | sprzedany w prywatne ręce w 1947, rozbity i złomowany w 1967 |
| 1887     | SS "Christopher L. Sholes"                                        | Christopher L. Sholes                        | tankowiec     | 27 sierpnia 1943     | 27 września 1943     | sprzedany w prywatne ręce w 1947, złomowany w 1966 |
| 1888     | SS "Orson D. Munn"                                                | Orson D. Munn                                | tankowiec     | 30 sierpnia 1943     | 30 września 1943     | sprzedany w prywatne ręce w 1947, rozbity i złomowany w 1964 |
| 1889     | SS "Alan Seeger"                                                  | Alan Seeger                                  | tankowiec     | 4 września 1943      | 5 października 1943  | sprzedany w prywatne ręce w 1947, miał kolizję z USS "Von Steuben" w 1968, zatonął                                                                                                |
| 1890     | SS "Horace See"                                                   | Horace See                                   | tankowiec     | 8 września 1943      | 9 października 1943  | sprzedany w prywatne ręce w 1947, złomowany w 1972 |
| 1891     | SS "Carlton Ellis"                                                | Carlton Ellis                                | tankowiec     | 10 września 1943     | 11 października 1943 | sprzedany w prywatne ręce w 1947, złomowany w 1967 |
| 1892     | SS "Charlotte P. Gilman"                                          | Charlotte P. Gilman                          | tankowiec     | 13 września 1943     | 13 października 1943 | przekazany ZSRR 1943 jako "Apszerson" ("Апшерсон"), zwrócony w 1944, później "Hess Bunker", "Aegeus", "Andros Eagle", "Evinos", "Vari", "Syra" i "Halla", złomowany w 1972        |
| 1893     | SS "Morton Prince"                                                | Morton Prince                                | tankowiec     | 13 września 1943     | 14 października 1943 | sprzedany w prywatne ręce w 1947, złomowany w 1971 |
| 1894     | SS "Harvey W. Wiley"                                              | Harvey W. Wiley                              | tankowiec     | 15 września 1943     | 15 października 1943 | sprzedany w prywatne ręce w 1947, złomowany w 1969 |
| 1895     | SS "John H. Marion"                                               | John H. Marion                               | tankowiec     | 16 września 1943     | 17 października 1943 | sprzedany w prywatne ręce w 1947, złomowany w 1967 |
| 1896     | SS "John P. Altgeld"                                              | John P. Altgeld                              | tankowiec     | 17 września 1943     | 18 października 1943 | sprzedany w prywatne ręce w 1947, złomowany w 1969 |
| 1897     | SS "Paul Dunbar"                                                  | Paul Dunbar                                  | tankowiec     | 18 września 1943     | 19 października 1943 | przekazany ZSRR 1944 jako "Biełgorod" ("Белгород"), zwrócony w 1946, później "Morris Hess", "Palatiani", "Andros Pearl", "Ilissos", "Elena" i "Orient Importer", złomowany w 1969 |
| 1898     | SS "Thomas H. Gallaudet"                                          | Thomas H. Gallaudet                          | tankowiec     | 19 września 1943     | 21 października 1943 | przekazany ZSRR w 1944 jako "Majkop" ("Майкоп"), zwrócony w 1946, później "Amberstar", "Elmira", "Pontos" i "Samuel S.", rozbity i zniszczony w 1969                              |
| 1899     | SS "Schuyler Colfax"                                              | Schuyler Colfax                              | tankowiec     | 21 września 1943     | 24 października 1943 | rozbity w 1946, zatonął jako okręt-cel w 1947 |
| 1900     | SS "Sidney Howard"                                                | Sidney Howard                                | tankowiec     | 24 września 1943     | 26 października 1943 | przekazany USN jako "Armadillo" (IX-111), sprzedany w prywatne ręce w 1948, złomowany w 1972                                                                                      |
| 1901     | SS "David Rittenhouse"                                            | David Rittenhouse                            | tankowiec     | 27 września 1943     | 29 października 1943 | przekazany USN jako "Beagle" (IX-112), sprzedany w prywatne ręce w 1948, złomowany w 1964[                                                                                        |
| 1902     | SS "William H. Carruth"                                           | William H. Carruth                           | tankowiec     | 30 września 1943     | 31 października 1943 | przekazany USN jako "Camel" (IX 113), sprzedany w prywatne ręce w 1948, złomowany w 1963                                                                                          |
| 1903     | SS "Nathaniel B. Palmer"                                          | Nathaniel B. Palmer                          | tankowiec     | 5 października 1943  | 2 listopada 1943     | przekazany USN jako "Caribou" (IX 114), sprzedany w prywatne ręce w 1948, rozbity w 1952, naprawiony, złomowany w 1962                                                            |
| 1904     | SS "William Winter"                                               | William Winter                               | tankowiec     | 9 października 1943  | 6 listopada 1943     | przekazany USN jako "Elk" (IX 115), sprzedany w prywatne ręce w 1948, rozbity w 1960, złomowany w 1968                                                                            |
| 1905     | SS "Cyrus K. Holliday"                                            | Cyrus K. Holliday                            | tankowiec     | 11 października 1943 | 9 listopada 1943     | przekazany USN jako "Gazelle" (IX-116), sprzedany w prywatne ręce w 1948, złomowany w 1966                                                                                        |
| 1906     | SS "Carl R. Gray"                                                 | Carl R. Gray                                 | tankowiec     | 13 października 1943 | 9 listopada 1943     | przekazany USN jako "Gemsbok" (IX-117), sprzedany w prywatne ręce w 1948, złomowany w 1967                                                                                        |
| 1907     | SS "Sanford B. Dole"                                              | Sanford B. Dole                              | tankowiec     | 14 października 1943 | 11 listopada 1943    | przekazany USN jako "Giraffe" (IX-118), sprzedany w prywatne ręce w 1948, złomowany w 1967                                                                                        |
| 1908     | SS "Nicholas Longworth"                                           | Nicholas Longworth                           | tankowiec     | 16 października 1943 | 15 listopada 1943    | przekazany USN jako "Ibex" (IX 119), sprzedany w prywatne ręce w 1948, rozbity i złomowany w 1966                                                                                 |
| 1909     | SS "Charles T. Yerkes"                                            | Charles T. Yerkes                            | tankowiec     | 17 października 1943 | 20 listopada 1943    | przekazany USN jako "Jaguar" (IX-120), sprzedany w prywatne ręce w 1948, rozbity i złomowany w 1954                                                                               |
| 1910     | SS "Ralph A. Cram"                                                | Ralph A. Cram                                | standardowy   | 18 października 1943 | 11 listopada 1943    | sprzedany w prywatne ręce w 1947, złomowany w 1973 |
| 1911     | SS "John A. Roebling"                                             | John A. Roebling                             | standardowy   | 19 października 1943 | 13 listopada 1943    | sprzedany w prywatne ręce w 1947, złomowany w 1968 |
| 1912     | SS "Orland Loomis"                                                | Orland Loomis                                | standardowy   | 21 października 1943 | 16 listopada 1943    | złomowany w 1972 |
| 1913     | SS "Edward Paine"                                                 | Edward Paine                                 | standardowy   | 24 października 1943 | 22 listopada 1943    | złomowany w 1961 |
| 1914     | SS "Sylvester Pattie"                                             | Sylvester Pattie                             | standardowy   | 26 października 1943 | 23 listopada 1943    | złomowany w 1967 |
| 1915     | SS "Leopold Damrosch"                                             | Leopold Damrosch                             | standardowy   | 29 października 1943 | 25 listopada 1943    | złomowany w 1961 |
| 1916     | SS "Andrew A. Humphreys"                                          | Andrew A. Humphreys                          | tankowiec     | 8 sierpnia 1943      | 25 września 1943     | sprzedany w prywatne ręce w 1948, złomowany w 1969 |
| 1917     | SS "Joseph Goldberger"                                            | Joseph Goldberger                            | tankowiec     | 1 sierpnia 1943      | 14 września 1943     | sprzedany w prywatne ręce w 1948, złomowany w 1969 |
| 1918     | SS "Oscar S. Straus"                                              | Oscar S. Straus                              | tankowiec     | 16 sierpnia 1943     | 4 października 1943  | sprzedany w prywatne ręce w 1947, złomowany w 1970 |
| 1919     | SS "Thomas F. Cunningham"                                         | Thomas F. Cunningham                         | tankowiec     | 2 września 1943      | 15 października 1943 | sprzedany w prywatne ręce w 1949, złomowany w 1965 |
| 1920     | SS "Jean Baptiste LeMoyne"                                        | Jean Baptiste LeMoyne                        | tankowiec     | 18 września 1943     | 31 października 1943 | sprzedany w prywatne ręce w 1948, zadeklarowany jako zniszczony w 1962 |
| 1921     | SS "Albert G. Brown"                                              | Albert G. Brown                              | tankowiec     | 3 września 1943      | 18 października 1943 | sprzedany w prywatne ręce w 1947, złomowany w 1960 |
| 1922     | SS "Eliza Jane Nicholson"                                         | Eliza Jane Nicholson                         | tankowiec     | 27 sierpnia 1943     | 9 października 1943  | sprzedany w prywatne ręce w 1951, zadeklarowany jako zniszczony w 1967 |
| 1923     | SS "Paul Tulane"                                                  | Paul Tulane                                  | tankowiec     | 28 września 1943     | 6 listopada 1943     | przekazany US Navy as Kangaroo (IX-121), sprzedany w prywatne ręce w 1948, złomowany w 1969                                                                                       |
| 1924     | SS "Horace H. Harvey"                                             | Horace H. Harvey                             | tankowiec     | 26 września 1943     | 10 listopada 1943    | sprzedany w prywatne ręce w 1949, zniszczony w 1959 |
| 1925     | SS "Charles A. Wickliffe"                                         | Charles A. Wickliffe                         | tankowiec     | 15 września 1943     | 30 października 1943 | sprzedany w prywatne ręce w 1951, złomowany w 1971 |
| 1926     | SS "William B. Bankhead"                                          | William B. Bankhead                          | tankowiec     | 5 października 1943  | 15 listopada 1943    | przekazany US Navy jako "Leopard" (IX 122), sprzedany w prywatne ręce w 1948, zniszczony w 1965                                                                                   |
| 1927     | SS "Judah Touro"                                                  | Judah Touro                                  | tankowiec     | 20 października 1943 | 5 grudnia 1943       | przekazany US Navy jako "Mink" (IX-123), sprzedany w prywatne ręce w 1951, złomowany w 1967                                                                                       |
| 1928     | SS "Mason L. Weems"                                               | Mason L. Weems                               | tankowiec     | 1 listopada 1943     | 17 grudnia 1943      | przekazany US Navy jako "Moose" (IX-124), sprzedany w prywatne ręce w 1948, rozbity i złomowany w 1965                                                                            |
| 1929     | SS "Opie Read"                                                    | Opie Read                                    | tankowiec     | 19 października 1943 | 3 grudnia 1943       | przekazany US Navy jako "Panda" (IX 125), sprzedany w prywatne ręce w 1948, złomowany w 1968                                                                                      |
| 1930     | SS "Leif Ericson"                                                 | Leif Ericson                                 | tankowiec     | 11 października 1943 | 24 grudnia 1943      | przekazany US Navy jako "Porcupine" (IX-126), zbombardowany, storpedowany i zatopiony w Zatoce Leyte w 1944                                                                       |
| 1931     | SS "J. C. W. Beckham"                                             | J. C. W. Beckham                             | tankowiec     | 7 listopada 1943     | 23 grudnia 1943      | przekazany US Navy jako "Raccoon" (IX-127), sprzedany w prywatne ręce w 1948, złomowany w 1968                                                                                    |
| 1932     | SS "Norman O. Pedrick"                                            | Norman O. Pedrick                            | tankowiec     | 13 listopada 1943    | 7 stycznia 1944      | przekazany US Navy jako "Stag" (IX 128), następnie AW 1, przekazany NDRF w 1946, złomowany w 1970                                                                                 |
| 1933     | SS "Eugene W. Hilgard"                                            | Eugene W. Hilgard                            | tankowiec     | 31 października 1943 | 15 grudnia 1943      | przekazany US Navy jako "Whippet" (IX-129), sprzedany w prywatne ręce w 1951, złomowany w 1971                                                                                    |
| 1934     | SS "Leon Godchaux"                                                | Leon Godchaux                                | tankowiec     | 16 listopada 1943    | 7 stycznia 1944      | przekazany US Navy jako "Wildcat" (IX-130), następnie AW-2, przekazany NDRF w 1946, złomowany w 1968                                                                              |
| 1935     | SS "Jean Louis"                                                   | Jean Louis                                   | standardowy   | 25 listopada 1943    | 8 stycznia 1944      | przekazany US Navy jako "Acubens" (AKS 5), przekazany NDRF w 1946, złomowany w 1965                                                                                               |
| 1936     | SS "Sam Houston II"                                               | Sam Houston                                  | standardowy   | 18 maja 1943         | 30 czerwca 1943      | złomowany w 1959 |
| 1937     | SS "George C. Childress"                                          | George C. Childress                          | standardowy   | 25 maja 1943         | 5 lipca 1943         | sprzedany w prywatne ręce w 1947, zatonął w 1967 |
| 1938     | SS "J. Pinckney Henderson"                                        | J. Pinckney Henderson                        | standardowy   | 28 maja 1943         | 6 lipca 1943         | miał kolizję w pobliżu Nowej Fundlandii w 1944, złomowany |
| 1939     | SS "George P. Garrison"                                           | George P. Garrison                           | standardowy   | 31 maja 1943         | 12 lipca 1943        | zatopiony aby stworzyć sztuczną rafę w pobliżu Virginia Capes w 1975 |
| 1940     | SS "Oran M. Roberts"                                              | Oran M. Roberts                              | standardowy   | 4 czerwca 1943       | 15 lipca 1943        | zatopiony aby stworzyć sztuczną rafę w pobliżu Alabamy w 1974 |
| 1941     | SS "Robert T. Hill"                                               | Robert T. Hill                               | standardowy   | 9 czerwca 1943       | 17 lipca 1943        | złomowany w 1963 |
| 1942     | SS "Frederick H. Newell"                                          | Frederick H. Newell                          | standardowy   | 16 czerwca 1943      | 26 lipca 1943        | złomowany w 1968 |
| 1943     | SS "John H. Reagan"                                               | John H. Reagan                               | standardowy   | 21 czerwca 1943      | 6 sierpnia 1943      | złomowany w 1967 |
| 1944     | SS "R. M. Williamson"                                             | R. M. Williamson                             | standardowy   | 25 czerwca 1943      | 10 sierpnia 1943     | sprzedany w prywatne ręce w 1947, zatonął w 1959 |
| 1945     | SS "Jesse Billingsley"                                            | Jesse Billingsley                            | standardowy   | 1 lipca 1943         | 14 sierpnia 1943     | sprzedany w prywatne ręce w 1947, złomowany w 1969 |
| 1946     | SS "Edwin W. Moore"                                               | Edwin W. Moore                               | standardowy   | 6 lipca 1943         | 19 sierpnia 1943     | złomowany w 1960 |
| 1947     | SS "George Bellows"                                               | George Bellows                               | standardowy   | 7 lipca 1943         | 21 sierpnia 1943     | sprzedany w prywatne ręce w 1947, złomowany w 1969 |
| 1948     | SS "David Wilmot"                                                 | David Wilmot                                 | standardowy   | 13 lipca 1943        | 26 sierpnia 1943     | sprzedany w prywatne ręce w 1947, złomowany w 1968 |
| 1949     | SS "Samuel H. Walker"                                             | Samuel H. Walker                             | standardowy   | 16 lipca 1943        | 31 sierpnia 1943     | złomowany w 1964 |
| 1950     | SS "Erastus Smith"                                                | Erastus Smith                                | standardowy   | 19 lipca 1943        | 6 września 1943      | sprzedany w prywatne ręce w 1947, złomowany w 1967 |